# Championnats du monde par équipes de patinage artistique
Les Championnats du monde par équipes de patinage artistique (ISU World Team Trophy in Figure Skating  en anglais) est une compétition de patinage artistique organisée par l'ISU.
Les championnats ont lieu pour la première fois à Tokyo au Japon en avril 2009. Traditionnellement, la saison de patinage artistique se concluait par les championnats du monde seniors. Le nouvel événement a été annoncé lors d'une conférence de presse lors des championnats du monde de mars 2008 à Göteborg, dans l'espoir d'encourager les pays à développer toutes les disciplines du patinage artistique : messieurs, dames, couples artistiques et danse sur glace.

## Concurrence et participants
Les patineurs sélectionnés pour les championnats du monde par équipes sont issus des six pays ayant obtenu les meilleurs résultats au cours de la saison en cours, dans les quatre disciplines (messieurs, dames, couples artistiques et danse sur glace). 
Les pays participant à l'événement inaugural de 2009 étaient le Canada, la Chine, les États-Unis, la France, le Japon et la Russie. La fédération japonaise, qui organise cette première compétition, paye les primes aux participants. Le montant total des primes était alors de 1 million de dollars américains, la plus élevée dans un événement organisé par l'ISU.

## Critiques et réactions
Il est à signaler que certains patineurs qui participent aux premiers championnats ne souhaitaient pas y prendre part. Le danseur sur glace canadien Scott Moir a été cité comme disant que bien que l'événement fût amusant, les patineurs avaient été contraints d'y assister.
La danseuse sur glace américaine Tanith Belbin dit à un interviewer qu'elle et son partenaire Benjamin Agosto n'avaient eu connaissance de l'événement qu'après les championnats du monde de mars 2009 à Los Angeles. 
Toutefois, l'Américain Evan Lysacek, qui venait de gagner les championnats du monde 2009 dans la catégorie Messieurs, a été cité dans l'article pour dire qu'il était excité et impatient de patiner au Japon dans le cadre de l'équipe américaine, indiquant que l'événement serait « la cerise sur le gâteau ».

## Palmarès

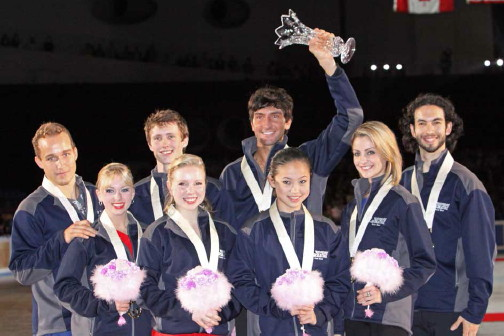
L'équipe américaine, championne du monde par équipes en 2009

| Date | Lieu                                                | Or                                                  | Argent                                              | Bronze                                              |
| 2009 | Tokyo                                               | États-Unis                                          | Canada                                              | Japon                                               |
| 2010 | N/A                                                 | N/A                                                 | N/A                                                 | N/A                                                 |
| 2011 | Annulé                                              | Annulé                                              | Annulé                                              | Annulé                                              |
| 2012 | Tokyo                                               | Japon                                               | États-Unis                                          | Canada                                              |
| 2013 | Tokyo                                               | États-Unis                                          | Canada                                              | Japon                                               |
| 2014 | Épreuve disputée aux Jeux olympiques de Sotchi      | Épreuve disputée aux Jeux olympiques de Sotchi      | Épreuve disputée aux Jeux olympiques de Sotchi      | Épreuve disputée aux Jeux olympiques de Sotchi      |
| 2015 | Tokyo                                               | États-Unis                                          | Russie                                              | Japon                                               |
| 2016 | N/A                                                 | N/A                                                 | N/A                                                 | N/A                                                 |
| 2017 | Tokyo                                               | Japon                                               | Russie                                              | États-Unis                                          |
| 2018 | Épreuve disputée aux Jeux olympiques de Pyeongchang | Épreuve disputée aux Jeux olympiques de Pyeongchang | Épreuve disputée aux Jeux olympiques de Pyeongchang | Épreuve disputée aux Jeux olympiques de Pyeongchang |
| 2019 | Fukuoka                                             | États-Unis                                          | Japon                                               | Russie                                              |
| 2020 | N/A                                                 | N/A                                                 | N/A                                                 | N/A                                                 |
| 2021 | Osaka                                               | Russie                                              | États-Unis                                          | Japon                                               |
| 2022 | Épreuve disputée aux Jeux olympiques de Pékin       | Épreuve disputée aux Jeux olympiques de Pékin       | Épreuve disputée aux Jeux olympiques de Pékin       | Épreuve disputée aux Jeux olympiques de Pékin       |
| 2023 | Tokyo                                               | États-Unis                                          | Corée du Sud                                        | Japon                                               |
| 2024 | N/A                                                 | N/A                                                 | N/A                                                 | N/A                                                 |
| 2025 | Tokyo                                               | États-Unis                                          | Japon                                               | Italie                                              |

## Tableau des médailles
| Rang  | Pays         | Médaille d'or | Médaille d'argent | Médaille de bronze | Total |
| ----- | ------------ | ------------- | ----------------- | ------------------ | ----- |
| 1     | États-Unis   | 6             | 2                 | 1                  | 9     |
| 2     | Japon        | 2             | 2                 | 5                  | 9     |
| 3     | Russie       | 1             | 2                 | 1                  | 4     |
| 4     | Canada       | 0             | 2                 | 1                  | 3     |
| 5     | Corée du Sud | 0             | 1                 | 0                  | 1     |
| 5     | Italie       | 0             | 0                 | 1                  | 1     |
| Total | Total        | 9             | 9                 | 9                  | 27    |